# Laena
Laena Dejean, 1821 è un genere di coleotteri della famiglia Tenebrionidae.

## Tassonomia
- Laena alesi Schawaller, 2008
- Laena baiorum Schawaller, 2008
- Laena baishuica Schawaller, 2001
- Laena baoshanica Schawaller, 2008
- Laena barkamica Schawaller, 2008
- Laena basumtsoica Schawaller, 2008
- Laena becvari Schawaller, 2001
- Laena benesi Schawaller, 2001
- Laena bohrni Schawaller, 2008
- Laena bowaica Schawaller, 2001
- Laena brendelli Schawaller, 2001
- Laena businskyorum Schawaller, 2001
- Laena chatkalica Schawaller, 1995
- Laena cholanica Schawaller, 2001
- Laena cooteri Schawaller, 2008
- Laena dabashanica Schawaller, 2008
- Laena davidi Schawaller, 2008
- Laena daxueica Schawaller, 2001
- Laena deqenica  Schawaller, 2001
- Laena diancangica Schawaller, 2001
- Laena dickorei  Schawaller, 2001
- Laena farkaci Schawaller, 2008
- Laena fouquei Schawaller, 2008
- Laena ganzica Schawaller, 2001
- Laena gaoligongica Schawaller, 2008
- Laena guangxica Schawaller, 2008
- Laena guizhouica Schawaller, 2008
- Laena gyalthangica Schawaller, 2008
- Laena gyamdaica Schawaller, 2001
- Laena hlavaci Schawaller, 2008
- Laena habashanica Schawaller, 2001
- Laena haigouica Schawaller, 2001
- Laena heinzi Schawaller, 2001
- Laena hengduanica Schawaller, 2001
- Laena hongyuanica Schawaller, 2001
- Laena houzhenzica Schawaller, 2001
- Laena hualongica Schawaller, 2001
- Laena hubeica Schawaller, 2001
- Laena janatai Schawaller, 2008
- Laena jiangxica Schawaller, 2008
- Laena jinpingica Schawaller, 2008
- Laena kalabi Schawaller, 2008
- Laena kangdingica Schawaller, 2001
- Laena kubani Schawaller, 2001
- Laena lisuorum Schawaller, 2008
- Laena maowenica Schawaller, 2008
- Laena michaeli Schawaller, 2008
- Laena moxica Schawaller, 2008
- Laena naxiorum Schawaller, 2008
- Laena nujiangica Schawaller, 2008
- Laena quinquagesima Schawaller, 2008
- Laena sehnali Schawaller, 2008
- Laena septuagesima Schawaller, 2008
- Laena xueshanica Schawaller, 2008